# Identify
"Identify" é uma música de Natalie Imbruglia, composta por Mike Garson e Billy Corgan, vocalista da banda Smashing Pumpkins, para a trilha sonora do filme Stigmata, de 1999.

## Lançamento
A canção foi lançada exclusivamente nos Estados Unidos, como single promocional de rádio, para divulgação da trilha sonora do filme, não chegando a ser comercializada em CD single. Por este motivo, não chegou a entrar no Hot 100 da Billboard, embora tenha alcançado o #25 do Alternative Airplay.
Com uma atmosfera mais obscura, "Identify" diferencia-se das canções até então conhecidas de Imbruglia. No entanto, agradou a muitos fãs, como também à crítica, sendo relançada anos mais tarde na versão digital da coletânea de singles da cantora.

### Videoclipe
O videoclipe da música foi gravado em Los Angeles, Califórnia, dirigido por Samuel Bayer, e lançado como conteúdo extra no DVD oficial do filme, no ano 2000. A música também é executada integralmente no final do filme, ao subir dos créditos.

## CD Single
- Promocional[3]

1. "Identify" (Edit) - 4:08
2. "Identify" (LP) - 4:45
3. "Identify" (Call out Hook) - 0:23